# Marianne Meyer-Krahmer
Marianne Meyer-Krahmer (* 17. Dezember 1919 in Königsberg als Marianne Goerdeler; † 7. Dezember 2011 in Heidelberg) war eine deutsche Historikerin, Lehrerin und Schriftstellerin.

## Leben
Marianne Goerdeler wurde geboren als Tochter Carl Goerdelers, damals Bürgermeister in Königsberg, und seiner Ehefrau Anneliese geb. Ulrich. Nachdem ihr Vater 1930 zum Oberbürgermeister von Leipzig gewählt worden war, kam sie dort im Herbst 1930 an die Max-Klinger-Schule und legte zu Ostern 1938 das Abitur ab. Ab Ostern 1939 studierte sie Geschichte, Deutsch und Englisch an der Universität Leipzig (bei Otto Vossler, Hermann Heimpel, Hermann August Korff, Theodor Frings, Levin Ludwig Schücking und Hans-Georg Gadamer). Das erste und zweite Trimester 1941 verbrachte sie an der Universität Freiburg (bei Gerhard Ritter, Philipp Witkop, Herbert Koziol, Martin Heidegger und Erik Wolf). Mit dem Wintersemester 1942/1943 beendete sie das Studium in Leipzig. 1943 wurde sie bei Vossler und Maschke in Leipzig mit einer Arbeit zur Reichsidee in den Bundesplänen 1813/15 promoviert.
Nach dem Attentat vom 20. Juli 1944 wurde sie mit anderen Familienmitgliedern in Sippenhaft genommen und in den Konzentrationslagern Stutthof, Buchenwald und Dachau interniert. Nach dem Krieg arbeitete sie als Lehrerin und Schulleiterin in Baden-Württemberg. Sie ist die Mutter des Ökonomen Frieder Meyer-Krahmer.

## Veröffentlichungen
- Marianne Goerdeler: Die Reichsidee in den Bundesplänen 1813/15 und ihr geistiger Hintergrund. Aderhold, Weida in Thüringen 1943 (Dissertation, Universität Leipzig, 1943).
- Marianne Meyer-Krahmer: Carl Goerdeler und sein Weg in den Widerstand. Eine Reise in die Welt meines Vaters. Herder-Taschenbuch-Verlag, Freiburg im Breisgau 1989, ISBN 3-451-08553-4.